# Молоси
Молоси, Молосоидни пси или само молосоиди су група раса паса специфичне грађе. То су велики пси са тешким костима, висећим ушима, мишићавим вратом и кратком њушком. Термин „мастиф“, се он односи на специфичну расу молосоида, енглеског мастифа.

## Употреба молоса
Молосери се данас користе као радни пси, најчешће као пастири и пси чувари. Цењени су због своје снаге, темперамента и оданоса према свом власнику. Поред тога, молосоидни пси као што су бернандинци се користе као пси за спасавање у планинским областима.

## Историја
Сви Молоси имају заједничког претка, сада изумрлог римског пастира Молосуса. Молос је био пастирски пас који су користили грчки пастири током Римског царства. Већина историчара се слаже да је Молос настао у области јужне Албаније и североисточне Грчке.

## Класификација
Класификација је извршена према Међународној кинолошкој федерацији (ФЦИ) која Молосе сврстава у другу групу (Група 2: пинчери и шнауцери, молоси и швајцарски планински пси). Наравно, постоји много више молосоидних раса које још увек нису регистроване у ФЦИ.
- Алентејо овчар (Рафеиро до Алентејо) #96
- Аладолски овчар (Цобан Коепеги) #331
- Апензеллер Сененхунд #46
- Дого Аргентино Аргентински мастиф #292
- Атал овчар (Аиди) #247
- Аустријски краткодлаки пинч (Остерреицхисцхер Курзхааригер Пинсцхер) #64
- Аиди
- Саинт-Бернард #61
- Бернски планински пас (Бернер Сенненхунд) #45
- Доуге де Бордеаук #116
- Бразилски мастиф (Фила Брасилиеро) #225
- Булмастиф (Буллмастиф) #157
- Булдог (Булдог) #149
- Црни теријер  ) #327
- Немачка дога (Брохолмер) #315
- Доберман (Доберман) #143
- Ентлебукхер Сененхунд #47
- Естрела овчарски пас (Цао де серра да Естрела) #173
- Холандски пинч (Холландсе Смоусхонд) #308
- Ховаварт #190
- Јапански мастиф (Тоса Ину) #260
- Шарпланинац #41
- Канарски пас (Дого Цанарио) #346
- Кане Корсо/Италијански мастиф (Цане Цорсо) #343
- Крашки овчар #278
- Ландсер #226
- Леонбергер #145
- Мошов Ватчдог, тренутно непризната раса у ФЦИ
- Афенпинчер #186
- Пјеро Дого Малоркуин #249
- Мастиф #264
- Напуљски мастиф (Мастино Наполетано) #197
- Немачки боксер (Деутсцхер Бокер) #144
- Дога (Деутсцхе Догге) #235
- Њуфаундлендски пас (Њуфаундленд) #50
- Овчарски пас из Лаборијера (Цао де цастро Лабориеро) #170
- Патуљасти пинч (Звергпинсцхер) #185
- Минијатурни шнауцер (Звергсцхнаузер) #183
- Пиренејски планински пас
- Пинчер (Деутсцхер Пинсцхер) #184
- Пиренејски мастиф (Мастин де лос Пиринеос) #92
- Пиринејски планински пас (Цхиен де монтагне дес Пиренеес) #137
- Ротвајлер #147
- Централно/средњоазијски овчар (алабаи)
- Централноазијски овчар (Среднеасиатскаиа овтцхарка) #335
- Средњи шнауцер (Шнауцер) #182
- Тибетански мастиф (тибетански мастиф) #230
- Велики јапански пас (Велики јапански пас) #334
- Џиновски шнауцер (Ризеншнауцер) #181
- Велики швајцарски овчар (Гроßер Сцхвеизерсеннехунд)
- Шар Пеј #309
- Шпански мастиф (Мастин Еспанол) #91